# Alon USA Energy
Alon USA Energy, Inc., (NYSE: ALJ), är ett amerikanskt petroleumbolag som både raffinerar och marknadsför petroleumprodukter i de delstater som ligger i de västliga och sydcentrala delarna av USA. De är också en av USA:s största leverantörer av asfalt.
Bolaget bildades 2000 när det israeliska petroleumbolaget Alon Oil Company Ltd. slöt ett förvärvsavtal med den fransk–belgiska petroleumjätten Total Fina S.A. om att förvärva mer än 1 700 servicestationer under Petrofina–flagg, ett oljeraffinaderi, 900 km av pipelines, licenser för att borra efter petroleum och naturgas och sex stycken bränsledepåer inom USA:s gränser.